# Hyalogyra expansa
Hyalogyra expansa är en snäckart som beskrevs av B.A. Marshall 1988. Hyalogyra expansa ingår i släktet Hyalogyra och familjen Hyalogyrinidae. Inga underarter finns listade i Catalogue of Life.